# 森之宮
森之宮（もりのみや）は、大阪府大阪市中央区・城東区・東成区の地域名称。または、城東区の町名。

## 概要
現行の町名では中央区森ノ宮中央、城東区森之宮、東成区中道一丁目（旧町名：森町南）などに当たる。上町台地の北端の東斜面に位置する地域で、地域の西側はオフィスや公共施設が多く設置され、東側にはオフィスのほかに団地や住宅がある。城東区森之宮の一帯には大規模な団地が設置されている。
道路は、南北方向に玉造筋、東西方向に中央大通が通る。また中央大通の上には阪神高速13号東大阪線が通り、森之宮出入口がある。
鉄道は、大阪環状線が南北方向に通り、大阪駅方面と天王寺駅方面とを結んでいる。地下鉄長堀鶴見緑地線は玉造筋および大阪城公園の地下を通り、森ノ宮駅から次の玉造駅にかけては大阪環状線に並行するように通っている。東西方向には中央大通の地下に地下鉄中央線が通っている。

### 地価
住宅地の地価は、2021年（令和3年）1月1日の公示地価によれば、森ノ宮中央1-25-7の地点で53.2万円/m2となっている。

## 地名の由来
もと大坂城の辺りに鎮座していた生國魂神社の東側に森が広がっていた。同社の別名が難波大社であることから難波森（なにわのもり）とも呼ばれたが、598年に新羅より持ち帰ったカササギをこの森で飼育したことから鵲森（かささぎのもり）と呼ばれるようになった。同じ頃、聖徳太子が用明天皇を祀る鵲森宮を当地に造営し、この神社の通称である森之宮が地名の由来となっている。
江戸時代には東成郡森村を形成。集落は鵲森宮の東側、鵲橋 - 猫間橋間の猫間川左岸にあり、猫間川右岸が耕作地となっていた。明治時代に東成郡中本村（のち中本町）大字森となる。その後、大阪市第一次市域拡張後に東区森之宮東之町・森之宮西之町となったのが現在の中央区森ノ宮中央、大阪市第二次市域拡張後に東成区森町・森町南となったのが現在の城東区森之宮・東成区中道1丁目におおむね該当する。

## 歴史

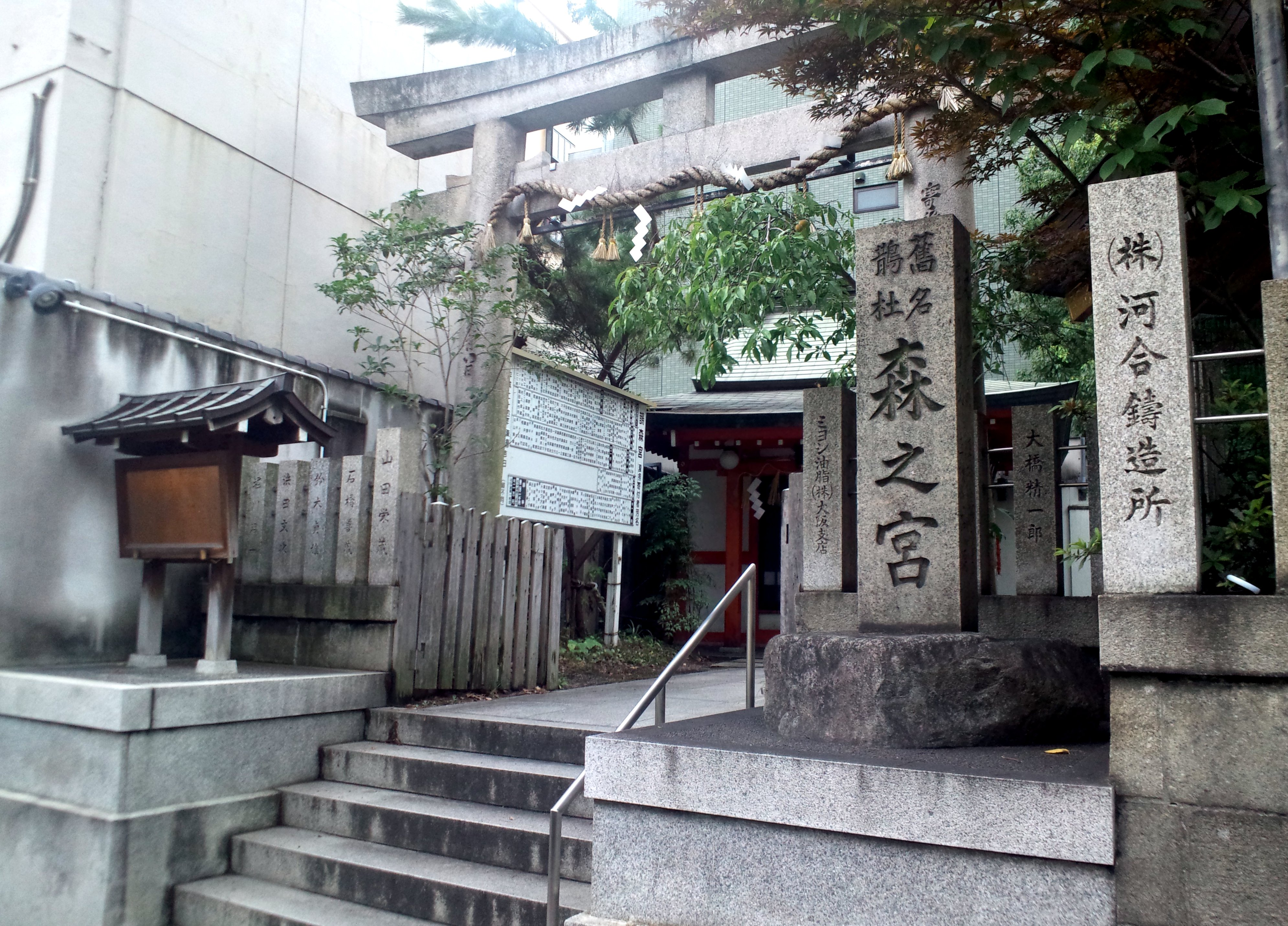
鵲森宮（森之宮神社）

縄文時代中期から近世にかけての長期にわたる複合遺跡である森の宮遺跡が発掘されていることから、森之宮地域には縄文時代から人が居住していたと考えられる。森の宮遺跡から貝塚が発見されていることから、古代のこの地は水辺の環境だったと考えられる。森の宮遺跡の貝塚の分析を通じて縄文時代には海水性の貝、弥生時代〜古墳時代には淡水性の貝が食されていたことが判明している。このことにより、上町台地東側に広がっていた海（河内湾）が淡水化して河内潟・河内湖へと変化し、その後土砂が堆積して大阪平野が形成されていく過程を窺い知ることができる。
江戸時代に入ると、猫間川以西（現在の中央区森ノ宮中央）は、猫間川左岸の北側に東成郡森村の集落、同南側に玉造町人町の一つである森町、その他の大部分は大坂城代配下の玉造口定番の屋敷地が形成され、猫間川以東（現在の城東区森之宮・東成区中道1丁目）が耕作地となっていた。
明治時代になり、現在の大阪城公園の場所に大阪砲兵工廠が、法円坂住宅の場所に大阪陸軍被服支廠が設置された。森之宮・玉造界隈は、砲兵工廠や被服支廠に勤める人たちの町として発展した。1932年には国鉄城東線（現：大阪環状線）の森ノ宮駅が開業している。また現在の城東区森之宮に当たる一帯には陸軍の城東練兵場があったが、その後1940年に大阪砲兵工廠の拡張用地として転用されている。
第二次世界大戦期には、米軍から数回にわたる爆撃を受けたため、町は甚大な被害が出た。現在の大阪市こども相談センターの場所にあった森之宮国民学校（現在の大阪市立森之宮小学校とは別の学校）は、戦災被害のために終戦直後に玉造小学校に統合されている。
1960年代には城東練兵場・大阪砲兵工廠跡に日本住宅公団（現：独立行政法人都市再生機構）森之宮団地が建設され、1967年8月に入居が開始された。公団森之宮団地は、広大な土地にまとまった数の住宅と生活関連施設を計画的に建設する「面開発」住宅の第1号とされている。

### 年表
- 1870年 - 大阪造兵司（のちの大阪砲兵工廠）を設置。
- 1903年9月 - 陸軍被服廠大阪支廠（のちの大阪陸軍被服支廠）を設置。
- 1931年11月6日 - 大阪城天守閣を再建。
- 1932年4月21日 - 国鉄城東線（現在の大阪環状線）の森ノ宮駅が開業。
- 1940年 - 大阪砲兵工廠を城東練兵場跡地へ拡張。
- 1945年
  - 6月7日 - 第3回大阪大空襲により被服支廠が全焼。
  - 6月15日 - 第4回大阪大空襲により森之宮国民学校が全焼。
  - 18月14日 - 第8回大阪大空襲により砲兵工廠が壊滅。
- 1950年6月30日 - 日本生命球場が開場。
- 1951年5月1日 - 大阪市立労働会館が開館。
- 1959年9月1日 - 大阪府立成人病センターが開院。
- 1967年
  - 8月 - 公団森之宮団地の入居始まる。
  - 9月30日 - 大阪市営地下鉄4号線（現：中央線）の森ノ宮駅が開業。
- 1974年 - 阪神高速13号東大阪線が開通。
- 1979年
  - 4月1日 - 大阪市立森之宮小学校が開校（児童数増加により大阪市立中浜小学校から分離）。
  - 9月1日 - 労働会館に隣接して森ノ宮ピロティホールが開場。労働会館の愛称が「アピオ大阪」になる。
- 1996年12月11日 - 地下鉄長堀鶴見緑地線の森ノ宮駅が開業。
- 1997年12月31日 - 日本生命球場が閉場。
- 2008年3月31日 - アピオ大阪が閉館。森ノ宮ピロティホールも閉鎖。
- 2010年
  - 1月4日 - アピオ大阪の施設を流用して「大阪市こども相談センター」が開設。
  - 4月1日 - 森ノ宮ピロティホールが改装・再開。

## 主要施設
- 森ノ宮駅 - 大阪環状線、地下鉄中央線、地下鉄長堀鶴見緑地線
- 中央大通
- 玉造筋
- 阪神高速13号東大阪線 森之宮出入口
- 大阪城公園 - 森ノ宮駅北西すぐ

### 中央区森ノ宮中央
- 鵲森宮（森之宮神社）
- 大阪市こども相談センター
- 森ノ宮ピロティホール
- サクラクレパス本社
- もりのみやキューズモールBASE（2015年4月27日開業）

### 東成区中道1丁目
- 大阪府立成人病センター
- 大阪府立健康科学センター
- 大阪府立公衆衛生研究所

### 周辺地域
- 大阪城公園
  - 大阪城野外音楽堂
  - ピースおおさか
- 難波宮跡公園
- 玉造稲荷神社
- KKRホテルオーサカ
- 国立衛生試験所
- 森ノ宮医療学園専門学校
- 大阪市立北中道小学校
- 大阪市立玉造小学校
- 城星学園幼稚園
- 城星学園小学校・ヴェリタス城星学園高等学校
- 森下仁丹本社

## 町名としての森之宮
現行行政地名は森之宮一丁目および森之宮二丁目。

### 世帯数と人口
2019年（平成31年）3月31日現在の世帯数と人口は以下の通りである。
| 丁目         | 世帯数    | 人口    |
| ------------ | --------- | ------- |
| 森之宮一丁目 | 887世帯   | 1,304人 |
| 森之宮二丁目 | 2,440世帯 | 4,125人 |
| 計           | 3,327世帯 | 5,429人 |

人口の変遷
国勢調査による人口の推移。
| 1995年（平成7年）  | 6,240人 | [ 6 ]  |  |
| 2000年（平成12年） | 5,692人 | [ 7 ]  |  |
| 2005年（平成17年） | 5,935人 | [ 8 ]  |  |
| 2010年（平成22年） | 5,201人 | [ 9 ]  |  |
| 2015年（平成27年） | 5,458人 | [ 10 ] |  |

世帯数の変遷
国勢調査による世帯数の推移。
| 1995年（平成7年）  | 2,880世帯 | [ 6 ]  |  |
| 2000年（平成12年） | 2,883世帯 | [ 7 ]  |  |
| 2005年（平成17年） | 3,160世帯 | [ 8 ]  |  |
| 2010年（平成22年） | 2,893世帯 | [ 9 ]  |  |
| 2015年（平成27年） | 3,151世帯 | [ 10 ] |  |

### 学区
市立小・中学校に通う場合、学区は以下の通りとなる。なお、小学校・中学校入学時に学校選択制度を導入しており、通学区域以外に城東区の小学校・中学校から選択することも可能。
| 丁目         | 番   | 小学校               | 中学校             |
| ------------ | ---- | -------------------- | ------------------ |
| 森之宮一丁目 | 全域 | 大阪市立森之宮小学校 | 大阪市立城陽中学校 |
| 森之宮二丁目 | 全域 | 大阪市立森之宮小学校 | 大阪市立城陽中学校 |

### 事業所
2016年（平成28年）現在の経済センサス調査による事業所数と従業員数は以下の通りである。
| 丁目         | 事業所数 | 従業員数 |
| ------------ | -------- | -------- |
| 森之宮一丁目 | 25事業所 | 1,320人  |
| 森之宮二丁目 | 49事業所 | 1,675人  |
| 計           | 74事業所 | 2,995人  |

### 施設
- JR西日本 吹田総合車両所森ノ宮支所
- Osaka Metro 森之宮車両管理事務所（旧森之宮車両工場）・森之宮検車場
- 大阪市環境局森之宮工場（2012年廃止）
- 大阪公立大学森之宮キャンパス（2025年度開設予定）
- 森之宮病院
- 大阪府赤十字血液センター
- 財団法人 大阪がん循環器病予防検診センター
- 都市再生機構 森之宮団地
- 大阪市立森之宮小学校
- 扶桑薬品工業本社事務所・城東工場（登記上の本店は中央区道修町）
- NLC森の宮ビル（旧近鉄森の宮ビル）

### その他
日本郵便
- 〒536-0025[4]（集配局：大阪城東郵便局[14]）

## 森之宮団地
森之宮団地（もりのみやだんち）は、城東区森之宮に存在する都市再生機構が運営する住宅団地である。森之宮1丁目に森之宮団地（もりのみやだんち）が、森之宮2丁目に森之宮第2団地（もりのみやだいにだんち）が存在する。
1967年（昭和42年）より森之宮団地が入居が開始され、それから9年後の1976年（昭和51年）より森之宮第2団地が入居が開始された。森之宮団地は都市再生機構初の「面開発市街地住宅」が採用され地上11階建てと14階建て5棟で構成される。森之宮第2団地は4棟で構成されるが、そのうち9号棟は都市再生機構初の地上25階建てが採用された。住棟の番号は両団地で通しになっているのが特徴である。